# Macchina di Santa Rosa

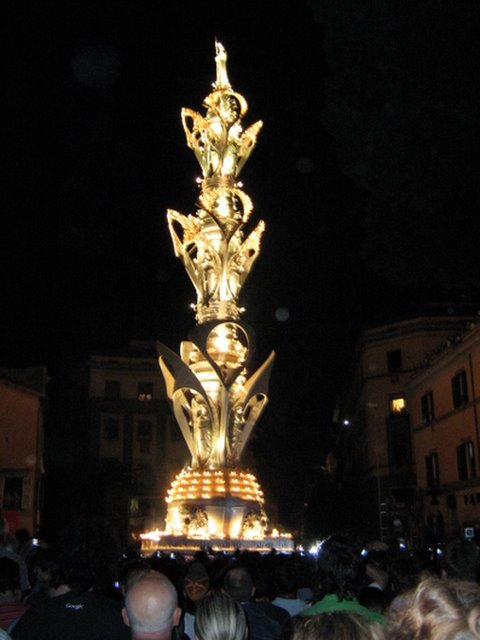
„Ali di Luce“ während des Transports am 3. September 2007.

Die Macchina di Santa Rosa ist ein dreißig Meter hoher Turm, der in Viterbo, Italien, zu Ehren der Stadtheiligen Santa Rosa jedes Jahr in den Monaten Juli und August aufgebaut wird.

## Überblick
Am Abend des 3. September jedes Jahres wird die Macchina von hundert Männern, den sogenannten „Facchini di Santa Rosa“ (ital. „die Träger von Santa Rosa“) hochgehoben und entlang einer Strecke von etwas mehr als einem Kilometer durch die bisweilen sehr schmalen Straßen und Plätze des mittelalterlichen Stadtzentrums getragen.
Der Transport der Macchina geht symbolisch auf die Überführung des Leichnam der Heiligen Rosa zurück.
Diese wurde 1258 auf Anweisung des Papstes Alexander IV. von der damaligen Kirche der Santa Maria in Poggio zur Kirche Santa Maria delle Rose (heute Wallfahrtskapelle von Santa Rosa) versetzt.

## Konstruktion
Alle fünf Jahre wird ein Designwettbewerb für eine neue Macchina ausgeschrieben.
Die Wettbewerbsvorgaben sehen einen 28 m hohen Turm, gemessen ab den Schultern der Träger, vor.
Die Konstruktion darf maximal fünf Tonnen wiegen und maximal 4,3 m breit sein. So werden einige enge Stellen des historischen Zentrums berücksichtigt, wo Dachtraufen und Balkone die Macchina berühren könnten.
Das Erscheinungsbild der Macchina hat sich im Laufe der Geschichte geändert. Die im 18. Jahrhundert verwendeten Altäre entwickelten sich immer mehr zu kirchturmartigen Konstruktionen und in der zweiten Hälfte des 20. Jahrhunderts zu den 30 m hohen skulpturalen Türmen.
Während ursprünglich hauptsächlich Papiermaché benutzt wurde, werden heute feuerfeste Leichtbaumaterialien wie Stahl, Aluminium und Glasfaser benutzt.
Seit 2009 heißt die neue Macchina di Santa Rosa „Fiore del Cielo“. Diese wurde von den Architekturbüro Architecture and Vision (Arturo Vittori und Andreas Vogler) entworfen. Der Entwurf zeichnet sich durch sich nach oben windende goldene Helixflächen aus. Gegenüber der früheren Macchina wurden mehrere Neuerungen eingeführt, wie die goldene Farbgestaltung und die über 1200 computergesteuerten LED-Lichter, die handgemachte textile Rosen beleuchten. Eine spezielle Szenografie wurde entwickelt, die auch einen Regen von Rosenblättern auf die Zuschauer vorsieht.

## Transport

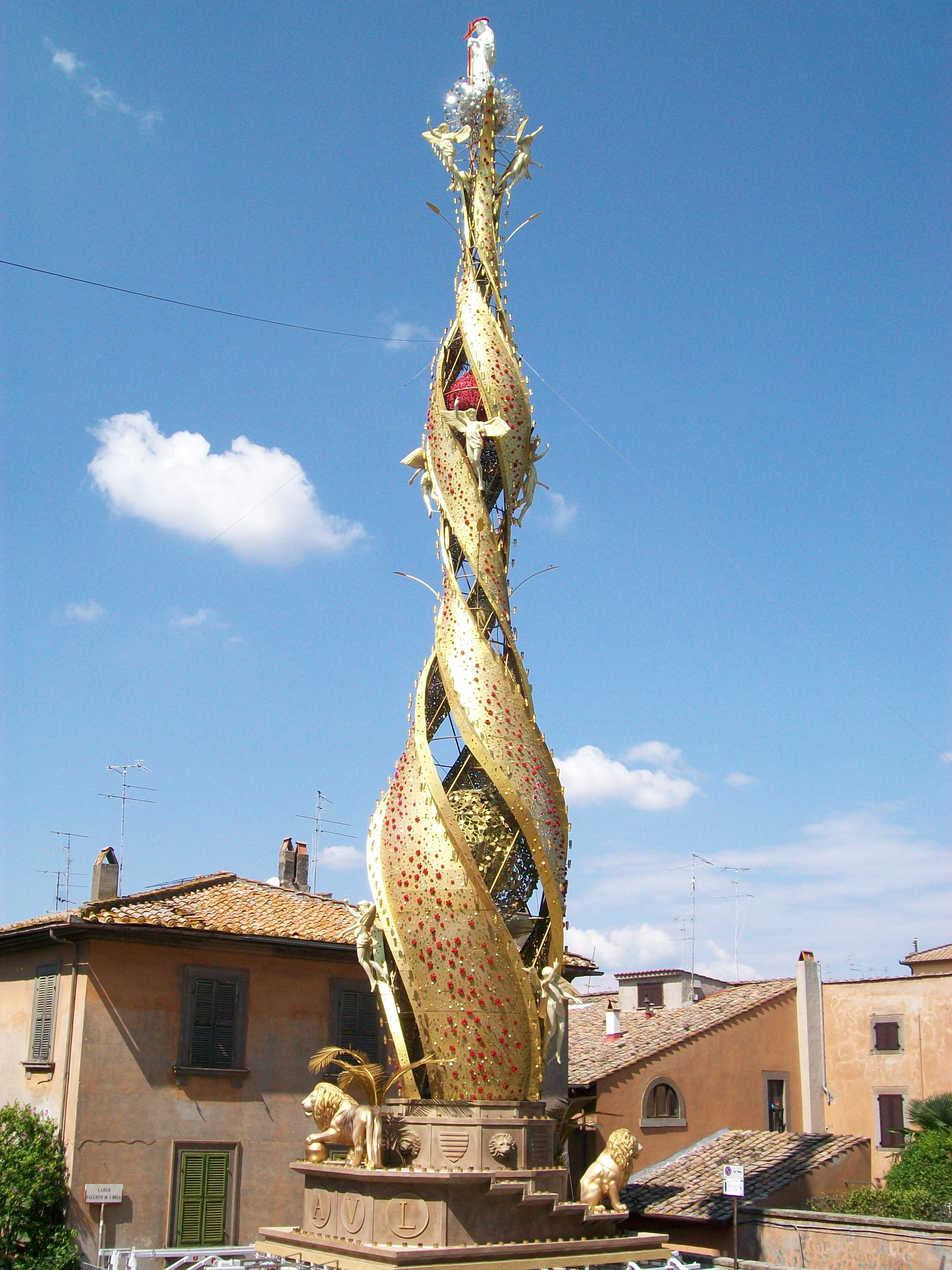
Fiore del Cielo am 5. September 2009

Der Transport der Macchina di Santa Rosa ist das jährliche Hauptereignis der Stadt Viterbo. Schon ab dem Nachmittag füllen sich die Straßen des historischen Zentrums mit Stadtbürgern und Besuchern, die auf den Transport des Turmes in der Dunkelheit der Nacht warten.
Der Transport fängt bei der Porta Romana an, wo die Macchina zusammengebaut in einem mit Tüchern bedeckten Gerüst steht.
Gegen 20 Uhr werden die rund 800 Kerzen auf der Macchina angezündet. Die Straßenbeleuchtung der Stadt wird vollständig ausgeschaltet. Gegen 21 Uhr stemmen die Träger („i Facchini“) die 5 Tonnen schwere Macchina in die Höhe und laufen, vom Publikum bejubelt, die erste Wegstrecke der Macchina ab.
Während des Transportes wird fünfmal angehalten. Während dieser Pausen wird die Macchina auf besondere Gestelle gestellt. Haltepunkte sind:
- Piazza Fontana Grande
- Piazza del Plebiscito (vor dem Rathaus)
- Piazza delle Erbe
- Corso Italia (vor der Kirche Santa Maria del Suffragio)
- Piazza del Teatro.

Die letzte Strecke hinauf zur Kirche Santa Rosa besitzt eine beachtliche Steigung. Hierzu wird mit Hilfe von Seilen und zusätzlichen Leuten die Macchina hochgezogen und vor der Wallfahrtskirche abgestellt, wo sie mehrere Tage lang ausgestellt stehen bleibt. Der Transport wird von einigen italienischen Fernsehsendern direkt übertragen.

## Besonderheiten
Anlässlich des Besuchs von Papst Johannes Paul II. am 27. Mai 1984 wurde ein Sondertransport organisiert.
Am 6. September 2009 konnte Papst Benedikt XVI. während seines Besuchs in Viterbo die neue Macchina von Santa Rosa Fiore del Cielo vor der Wallfahrtskapelle sehen.
Macchina di Santa Rosa ist eines von vier vergleichbaren Ereignissen, die unter Rete delle grandi macchine a spalla italiane, dem „Netzwerk großer getragener prozessionaler Aufbauten“, zusammengefasst wurden. Diese Feste, neben der Macchina noch Varia di Palmi in Palmi, Gigli di Nola in Nola und Faradda di li Candareri in Sassari, wurden 2013 gemeinsam in die UNESCO-Liste des immateriellen Kulturerbes der Menschheit aufgenommen.